# Guaicaipuro
Guaicaipuro is een gemeente in de Venezolaanse staat Miranda. De gemeente telt 313.000 inwoners. De hoofdplaats is Los Teques.